# Волшебное таинственное путешествие (фильм)
«Волшебное таинственное путешествие» (англ. Magical Mystery Tour) — телефильм группы The Beatles. Впервые был показан 27 декабря 1967 британской телекомпанией BBC1. Премьера на российском ТВ состоялась 23 декабря 2012 года по телеканалу Россия Культура. Фильм был скептически (в отличие от предыдущих фильмов, где снимались The Beatles — «Вечер трудного дня» и «На помощь!») оценён критиками и публикой.

## Сюжет
Группа людей отправляется на прогулочном автобусе Bedford VAL в путешествие (в подобный тур на автобусе из Ливерпуля на морское побережье Panorama по выходным дням часто ездили в том числе и родственники «битлов»). Сюжет в основном сфокусирован на мистере Ричарде Старки (в исполнении Ринго Старра) и его недавно овдовевшей тётушке Джесси (в исполнении Джесси Робинс). В числе других пассажиров — Леннон, Харрисон, Маккартни, а также тур-директор Джолли Джимми Джонсон (англ. Jolly Jimmy Johnson; роль исполняет Дерек Ройл), стюардесса тура мисс Венди Винтерс (англ. Wendy Winters; роль исполняет Мэнди Вит), «считающий себя курьером» Бастер Бладвессел (англ. Buster Bloodvessel; роль исполняет Айвор Катлер).
Во время тура «начинают случаться странности» — по прихоти «четырёх или пяти волшебников», четверых из которых играют сами The Beatles, а пятого — их гастрольный менеджер на протяжении долгого времени Мэл Эванс.
Во время путешествия Ринго и его тётушка Джесси постоянно ожесточенно спорят. Тётушка Джесси начинает фантазировать наяву (англ. daydreams) о том, как она и Бастер Бладвессел (который демонстрирует эксцентричное и беспокойное поведение) влюблены друг в друга. А ещё одна из её фантазий — о том, как автобус останавливается на обед, она и остальные путешественники, садятся в кафе за столы, и приторно любезный официант с усиками и набриолиненными волосами (его роль исполняет Джон Леннон) лопатой накладывает ей на тарелку всё новые и новые порции спагетти, а она ест их (сначала вилкой, а затем прямо руками) и рыдает. Во время тура проходит несколько странных мероприятий, таких как импровизированные гонки, в которых каждый член группы путешественников использует разный вид передвижения (кто-то бежит, кто-то подпрыгивает в автомобиле, несколько человек едут на длинном велосипеде, в то время как Ринго обгоняет их всех на автобусе). Затем путешественники один за другим забираются в маленькую палатку посреди поля, вылезая из другого её конца в зал кинотеатра. Также происходит странный эпизод, когда путешественники проходят через помещение, выглядящее как призывной пункт британской армии и их приветствует командами, с которыми муштруют новобранцев, армейский сержант (Виктор Спинетти). (Пол Маккартни изображает при этом офицера, лениво читающего или заполняющего какие-то бумаги, сидя за столом, рядом с которым на стене висит плакатик с надписью «Я БЫЛ тобой» (англ. I WAS you; пародия на фразу с американского призывного плаката: «I WANT you», англ. «Ты мне нужен»).) Далее мужчины из группы путешествующих попадают в зрительный зал, где происходит стриптиз-шоу. Заканчивается фильм «шикарным» — в стиле варьете 1930-х годов, с танцами на лестнице и чечёткой, — исполнением всеми четверыми The Beatles в белых фраках песни «Your Mother Should Know».
Действие фильма не перебивается «вставными» музыкальными номерами — песни являются эпизодами сюжета фильма (фактически — одними из первых видеоклипов, где снято не обязательно непосредственно исполнение артистом или группой песни, а некий зачастую отвлечённый видеоряд — как, например, сюжет во время звучания песни «The Fool on the Hill», где Пол Маккартни, стоит, глядя вдаль, бродит, прыгает, моргает и таращится в камеру на очень крупном плане и т. п.), в том числе исполнение The Beatles песни «I Am the Walrus» в шкурах и масках животных (несколько секунд этого эпизода снято стереоскопической кинокамерой — так, что надев специальные анаглиф-очки для рассматривания стерео-фотографий, можно увидеть объёмные изображения «битлов»), Джордж Харрисон поёт песню «Blue Jay Way», играя на нарисованной на асфальте мелом клавиатуре (а рядом на асфальте надпись «Улица Дороги Синей Сойки»; англ. Blue Jay Way Road). Впервые Маккартни (в кадрах с исполнением «I Am the Walrus») играет не на обычном своём басу-«скрипке» Höfner, а на бас-гитаре Rickenbacker (хотя при записях он к тому времени использовал различные бас-гитары, но на концертах играл только на «скрипке»); Старр в том же эпизоде играет на барабанах, где на басовом барабане нет обычной надписи «The Beatles», а на красном фоне наискось написано «Love» (возможно, оба обстоятельства должны указывать, что это не привычная публике группа The Beatles с привычными, «опознаваемыми» атрибутами, а просто некая группа, исполняющая песню в фильме, где не они — или не только они — являются главными героями). В эпизоде со стриптиз-шоу группа The Bonzo Dog Doo-Dah Band исполняет песню Вивьена Стэншелла и Нила Иннеса «Death Cab For Cutie», которую поёт Стэншелл.

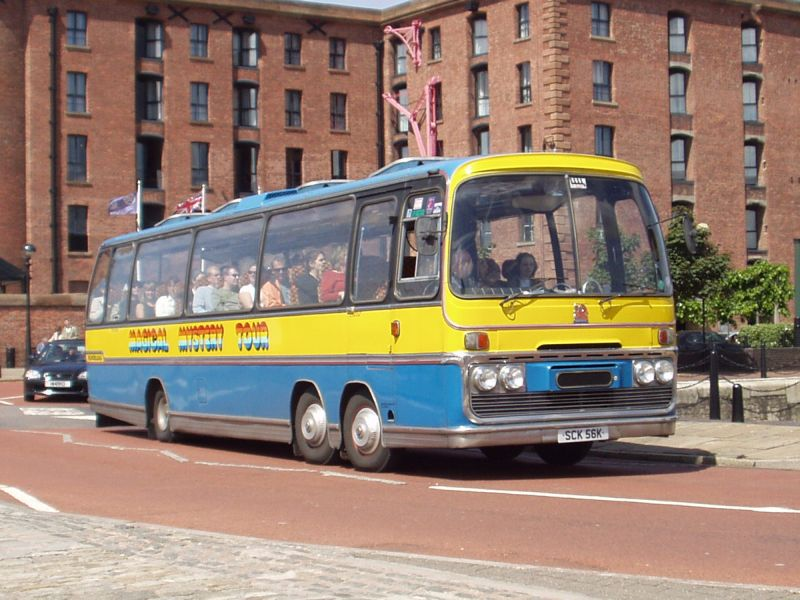
Автобус модели Bedford Val, аналогичный использованному в фильме «Magical Mystery Tour», на экскурсии в Ливерпуле (2000-е годы)

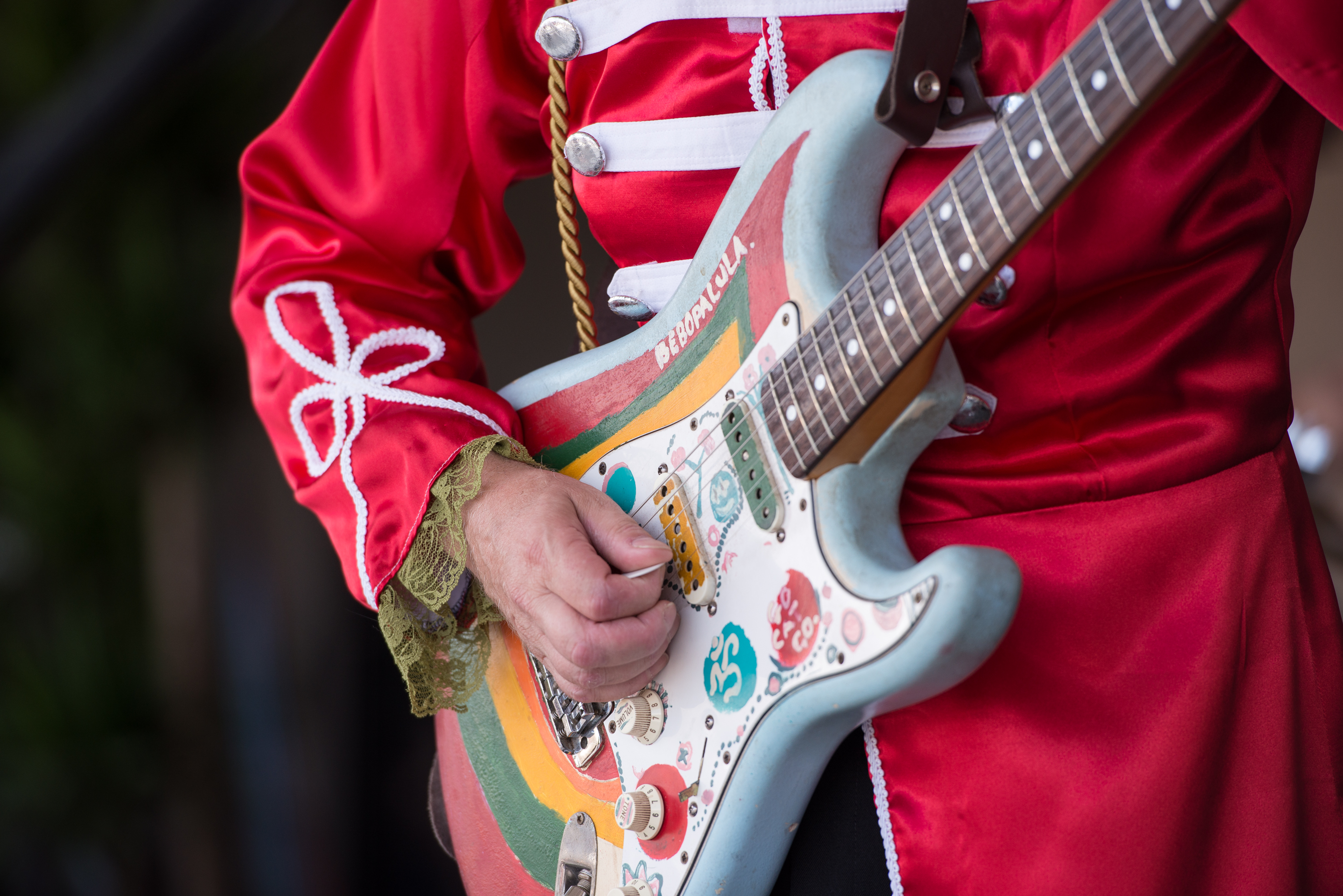
Реплика гитары Харрисона «Rocky» Fender Stratocaster

Последним в заканчивающих фильм титрах, где перечислены члены съёмочной группы, обозначен «Кинооператор: Ричард Старки, Ч. Б. И.» («англ. Director of photography: Richard Starkey, M.B.E.»; The Beatles были награждены званиями MBE — Member of British Empire; рус. Член Британской Империи — в 1965 году).

## Идея, положенная в основу фильма
В одном из интервью, вошедших в книгу «Антология The Beatles», Джон Леннон говорил, что «раз уж выступления на концертах закончились, нам захотелось заняться чем-то другим, чтобы заменить их. И сделать что-то для телевидения был очевидным ответом». Большинство участников группы утверждало, что исходная идея принадлежит Полу Маккартни, но он отмечал: «Я не уверен, кто высказал идею для Magical Mystery Tour. Может быть, и я — но я не уверен, что, так сказать, хочу взять всю вину на себя! Думаю, это родилось совместно — но вообще-то в тот период большое количество идей для работы предлагалось именно мною». До того Маккартни уже занимался дома съёмкой любительских фильмов, и это было, возможно, источником мысли о том, чтобы снять Magical Mystery Tour. Было решено сесть в автобус и совершить небольшую поездку, просто снимая то, что случается (или может случиться) по дороге («К сожалению, ничего не произошло»); дорожные приключения и составили основу картины.
Съёмка фильма проводилась с 11 по 25 сентября 1967 года.

## В ролях
- The Beatles
- Вивиан Стеншолл
- Мэл Эванс
- Айвор Катлер
- Джесси Робинс — тётя Ринго Джесси
- Виктор Спинетти[англ.] — армейский сержант
- Линда Лоусон — пассажирка в автобусе (в титрах не указана)

## Песни из кинофильма
В порядке последовательности звучания песен на протяжении фильма.
1. Magical Mystery Tour * ‡
2. The Fool on the Hill * ‡
3. She Loves You (звучит во время «марафонского забега» с добавкой органа, играющего в карнавальном стиле)
4. Flying * ‡
5. All My Loving (в исполнении оркестра, звучит как фоновая музыка)
6. I Am the Walrus * ‡
7. Jessie's Dream (инструментальная пьеса, не выходила ни на одном из изданий записей The Beatles)
8. Blue Jay Way * ‡
9. Death Cab For Cutie (в исполнении The Bonzo Dog Doo-Dah Band)
10. Your Mother Should Know * ‡
11. Magical Mystery Tour (часть песни)
12. Hello Goodbye ‡ (часть песни, окончание — на финальных титрах фильма)

Песни, отмеченные знаком *, вошли в двойной EP-альбом Magical Mystery Tour; отмеченные знаком ‡ — в американское LP-издание альбома.